# Mersin (district)
Mersin is een Turks district in de provincie Mersin en telt 825.299 inwoners (2007). Het district heeft een oppervlakte van 1772,1 km². Hoofdplaats is Mersin.
De bevolkingsontwikkeling van het district is weergegeven in onderstaande tabel.
| 1997    | 2000    | 2007    |
| ------- | ------- | ------- |
| 649.954 | 733.660 | 825.299 |